# Koy-Tash
Koj-Tasj (ryska: Кой-Таш) är en ort i Kirgizistan.   Den ligger i oblastet Tjüj Oblusu, i den centrala delen av landet, 18 km söder om huvudstaden Bisjkek. Koj-Tasj ligger 1 269 meter över havet och antalet invånare är 2 359.
Terrängen runt Koj-Tasj är varierad. Runt Koj-Tasj är det ganska tätbefolkat, med 111 invånare per kvadratkilometer. Närmaste större samhälle är Bisjkek, 18,1 km norr om Koj-Tasj. Trakten runt Koj-Tasj består i huvudsak av gräsmarker.